# アンドレアス・ゴットリープ・フォン・ベルンシュトルフ
アンドレアス・ゴットリープ・フォン・ベルンシュトルフ男爵（ドイツ語: Andreas Gottlieb Freiherr von Bernstorff、1649年3月2日 - 1726年7月6日）は、リューネブルク侯領の国務大臣、後にブラウンシュヴァイク＝リューネブルク選帝侯領の首相。選帝侯のゲオルク・ルートヴィヒ・フォン・ハノーファーがジョージ1世としてイギリス王に即位すると、ベルンシュトルフもイングランドに向かい、ハノーファーでの官職に留任しつつイギリスの政治に介入した。

## 生涯
アンドレアス・フォン・ベルンシュトルフとアンナ・エリザベート・フォン・ビューロー＝フンドルフの息子として生まれた。1665年から1668年までヘルムシュテット大学で教育を受けた後、シュパイアーのライヒスカメマーゲリヒトに進学、1669年から1670年までグランドツアーに出てフランス、イタリア、ドイツ諸国の首都を歴訪した。
メクレンブルク＝シュヴェリーン公クリスティアン・ルートヴィヒ1世の下で働き始めたが、すぐにリューネブルク侯ゲオルク・ヴィルヘルムの下に移った。大臣のヨハン・ヘルヴィヒ・シュノルト（Johann Helwig Synold）と知り合いになった後、1676年にその娘イェアネッテ・ルシエ・シュノルト（Jeanette Lucie Synold）と結婚、さらにその1年後にヨハン・ヘルヴィヒ・シュノルトが死去すると、その大臣職を継いだ。シュノルトは神聖ローマ帝国に忠実な政策を取り続けたが、ベルンシュトルフはヴェルフ家（リューネブルク侯）の権力を追求する政策をとった。また反ブランデンブルク＝プロイセン政策を採用した。1680年代にはブラウンシュヴァイク＝リューネブルクとオラニエ公ウィレム3世の同盟に重要な役割を果たし、反フランス王ルイ14世のアウクスブルク同盟にも参加した。
1705年にリューネブルク侯領とハノーファー選帝侯領が合邦すると、ベルンシュトルフはハノーファーの官僚になった。1709年にフランツ・エルンスト・フォン・プラーテンが死去すると、ベルンシュトルフはハノーファーの首相になった。彼は選帝侯ゲオルク・ルートヴィヒにイギリスの党争に関与しないように進言して、さらに対仏戦争で皇帝とオランダを支持する政策を採用したことで、選帝侯のイギリス王即位を確固なものとした。1715年、帝国男爵に叙された。
選帝侯がジョージ1世としてイギリス国王に即位すると、ベルンシュトルフもイングランドに向かった。彼はその後、長年の間ハノーファー官僚で最も影響力の有した人物となった。彼はロンドンのDeutsche Kanzleiの長になり、イギリスの政治にも関与した。しかし、初代スタンホープ伯爵ジェームズ・スタンホープが影響力を増すと、彼は敗れてイギリス政治への影響力を失い、その後はハノーファー政府の主導権をとった。1721年から1724年まで、ユダヤ人銀行家グンペルト・ベーレンス（Gumpert Behrens）とイザーク・ベーレンスの破産手続きと刑事起訴に積極的に関与、さらに自ら2人を拷問した。
1725年、北ドイツの大領地に引退した。彼はガルトー、シュティンテンブルク島、ヴォーテルゼンの領地を獲得していた。彼はガルトーとヴォーテルゼンに城を建てた。前出の通り、メクレンブルク公の官僚を務めたことがあったが、引退した後は自身のメクレンブルクにおける領地の長として、メクレンブルク公の権力拡大の試みに反対した。
1726年7月6日に死去。